# Arion simrothi
Arion simrothi là một loài air-breathing land slug, a terrestrial pulmonate gastropoda Mollusca thuộc họ Arionidae, the round-back slugs.

## Phân bố
This species is found only in Đức.